# Ameira longipes
Ameira longipes är en kräftdjursart som beskrevs av Boeck 1865. Ameira longipes ingår i släktet Ameira och familjen Ameiridae. Arten är reproducerande i Sverige. Inga underarter finns listade i Catalogue of Life.